# Conyers Herring
William Conyers Herring (* 15. November 1914 in Scotia, New York; † 23. Juli 2009 in Palo Alto) war ein US-amerikanischer Physiker. Er war Gewinner des Wolf-Preis in Physik 1984/5 und war Professor für angewandte Physik an der Stanford University.

## Akademische Karriere
Conyers Herring studierte an der University of Kansas (Bachelor 1933) und erhielt seinen Ph.D in Physik von der Princeton University 1937. Danach war er bis 1939 am Massachusetts Institute of Technology und 1939 bis 1940 Instructor in Mathematik an der Princeton University und 1940/41 Instructor in Physik an der University of Mississippi. 1946 war er Professor für Angewandte Mathematik an der University of Texas at Austin. Im Jahre 1946 ging er zu den Bell Laboratories in Murray Hill, New Jersey, wo er bis 1978 blieb. Anschließend ging er an der Stanford University. Ab 1981 war er dort bis zu seinem Tod Professor Emeritus.

## Beiträge in der Physik
Conyers Herring spielte eine wichtige Rolle in der Entwicklung der Festkörperphysik.
Er legte die Grundlagen für Bandstrukturberechnungen bei Metallen, und Halbleitern, die in der Entdeckung der Orthogonalized Plane Wave Method (O.P.W.) gipfelte. Damit war er mit seiner Forschung Jahre voraus. Ein großer Teil der heutigen Festkörperphysik gehen auf seine Studien und Papers zurück.
Er gründete die Abteilung für theoretische Physik an den Bell Telephone Laboratories.

## Auszeichnungen und Ehrungen
1980 erhielt Herring den Von Hippel Award und 1984/85 den Wolf-Preis in Physik zusammen mit Philippe Nozières für for their major contributions to the fundamental theory of solids, especially of the behaviour of electronsin metals. 1980 erhielt er den James Murray Luck Award for Excellence in Scientific Reviewing der National Academy of Sciences. Er war ferner Mitglied in der National Academy of Sciences und der American Academy of Arts and Sciences (1962).